# Grecotel Amirandes Ladies Open
Het Grecotel Amirandes Ladies Open is een jaarlijks golftoernooi in Griekenland, dat deel uitmaakt van de Ladies European Tour Access Series. Het werd opgericht in 2012 en vindt sindsdien telkens plaats op The Crete Golf Club in Hersonissos.
Het toernooi wordt gespeeld in een strokeplay-formule van drie ronden (54-holes) en na de tweede ronde wordt de cut toegepast.

## Winnaressen
| Jaar                           | Winnares                | Score             | Score             | Info                                                           |
| Crete Ladies Open              | Crete Ladies Open       | Crete Ladies Open | Crete Ladies Open | Crete Ladies Open                                              |
| ------------------------------ | ----------------------- | ----------------- | ----------------- | -------------------------------------------------------------- |
| 2012                           | Christine Wolf po       | 67                | –4                | Won de play-off van Chrisje de Vries (18-holes; winderig weer) |
| Grecotel Amirandes Ladies Open |                         |                   |                   |                                                                |
| 2013                           | Patricia Sanz Barrio po | 213               | par               | Won de play-off van Julia Davidsson                            |
| 2014                           | Tonje Daffinrud         | 203               | –10               | [ 3 ]                                                          |

| Toernooirecord |  | po = winnares na play-off |

 Association Suisse de Golf Ladies Open ·
 Kristianstad Åhus Ladies Open ·
 Sölvesborg Ladies Open ·
 OCA Augas Santas International Ladies Open ·
 Open Generali de Dinard ·
 Pilsen Golf Challenge ·
 Royal Belgian Golf Federation LETAS Trophy ·
 Ingarö Ladies Open ·
 Ladies Norwegian Challenge ·
 Onsjö Ladies Open ·
 HLR Golf Academy Open ·
 Mineks & Regnum Ladies Classic ·
 Open Generali de Strasbourg ·
 Azores Ladies Open ·
 Grecotel Amirandes Ladies Open ·
 WPGA International Challenge